# Красний (притока Росі)
Красний (Вузька) — річка в Україні, у Білоцерківському й Рокитнянському районах Київської області. Ліва притока Росі (басейн Дніпра).

## Опис
Довжина річки 27 км, похил річки — 1,8 м/км. Площа басейну 239 км².

## Розташування
Бере початок на південному заході від села Степок. Тече переважно на південний захід через Іванівку, Малу Антонівку і біля Пугачівки впадає у річку Рось, праву притоку Дніпра.
Притоки: Гудзинь (ліва).
Населені пункти вздовж берегової смуги: Острійка, Блошинці.
Річку перетинають автошляхи Т 1006 Н02